# Заріччя (Калуський район)
Заріччя — село в Україні, в Болехівській міській громаді, Калуського району, Івано-Франківській області. До 2020 року село Заріччя разом з селом Міжріччя підпорядковувалися Міжрічанській сільській раді. Населення становить 185 осіб.